# Lempans
Lempans är en by i Sjundeå i södra Finland. Byn ligger i kommunens nordvästra del. Lempans landskap består av åkrar och två kullar: Åkerbacken och Hemberget. Lempansån flyter genom byn.

## Historia
Lempans omnämns första gången i skriftliga källor år 1442. Då hade man skrivit byns namn Lemptenby. Andra former av namnet är Lemptenaby och Lempteby. I början av 1500-talet fanns det sju hemman i Lempans. Skatteböcker från 1540-talet berättar att det då fanns sex skattebetalare i byn. Kartan från året 1693 visar att det då fanns endast tre hemman kvar i Lempans. De ursprungliga hemmanen i Lempans hette Ers, Hannula, Jungas och Ollas.